# Mount Ivins
Mount Ivins ist ein rund 2000 m hoher, verschneiter und gebirgskammähnlicher Berg im Grahamland auf der Antarktischen Halbinsel. Er ist der markanteste einer Reihe von Bergen zwischen dem Fleece- und dem Leppard-Gletscher.
Das UK Antarctic Place-Names Committee benannte ihn 2017. Namensgeber ist US-amerikanischer Physiker Erik Ivins (* 1949), Leitender Wissenschaftler am 
Jet Propulsion Laboratory, der entscheidende Beiträge zur Isostasie der glazialen Eismassen in Antarktika lieferte.